# Барићи (Вишњан)
Барићи (итал. Barici) је насељено место у саставу општине Вишњан у Истарској жупанији, Хрватска. До територијалне реорганизације у Хрватској налазили су се у саставу старе општине Пореч.

## Становништво
Према последњем попису становништва из 2011. године у насељу Варићи живело је 28 становника.
| година пописа  | 1857 | 1869 | 1880 | 1890 | 1900 | 1910 | 1921 | 1931 | 1948 | 1953 | 1961 | 1971 | 1981 | 1991 | 2001 | 2011 |
| бр. становника | 0    | 0    | 35   | 41   | 63   | 65   | 0    | 0    | 75   | 61   | 38   | 37   | 33   | 21   | 31   | 25   |

Напомена:У пописима 1857. 1869. 1921. и 1931. подаци су садржани у насељу Бриг (Општина Вижинада). У 1991. смањено за део подручја насеља које је припојено насељу Штути и за тај део садржи податке од 1961. Од 1880. до 1910. исказано као део насеља.